# Primorya ussuriensis
Primorya ussuriensis är en tvåvingeart som beskrevs av Thomas Pape 1998. Primorya ussuriensis ingår i släktet Primorya och familjen köttflugor. Inga underarter finns listade i Catalogue of Life.